# NGC 67A
NGC 67A је елиптична галаксија у сазвежђу Андромеда која се налази на NGC листи објеката дубоког неба. Деклинација објекта је + 30° 3' 19" а ректасцензија 0h 18m 12,1s. Привидна величина (магнитуда) објекта NGC 67 износи 14,7 а фотографска магнитуда 15,7. NGC 67A је још познат и под ознакама PGC 138159.